# A Winter Visit to Central Park, New York City
A Winter Visit to Central Park, New York City è un cortometraggio muto del 1912. Il nome del regista non viene riportato nei credit del film.

## Produzione
Il film fu prodotto dalla Edison Manufacturing Company e venne girato a Manhattan, al Central Park di New York.

## Distribuzione
Distribuito dalla General Film Company, il film - un cortometraggio di 195 metri - uscì nelle sale cinematografiche degli Stati Uniti il 27 aprile 1912. Nelle proiezioni, veniva programmato con il sistema dello split reel, accorpato in un'unica bobina con un altro cortometraggio prodotto dalla Edison, la commedia The Butler and the Maid.